# كلوريد الفضة
كلوريد الفضة هو مركب كيميائي له الصيغة الكيميائية AgCl؛ ويوجد في الشروط القياسية على شكل صلب بلوري أبيض اللون. يوجد المركب على شكل معدن في الطبيعة اسمه كلورارجيريت.

## التحضير
ويتم تصنيع كلوريد الفضة بسهولة عن طريق المزج بين المحاليل المائية من نترات الفضة وكلوريد الصوديوم.
{\displaystyle {\ce {AgNO3 + NaCl -> AgCl(v) + NaNO3}}}

## الخواص
يوجد المركب في الشروط القياسية على شكل بلورات بيضاء اللون؛ ولا ينحل المركب عملياً في الماء.
ينحل راسب كلوريد الفضة عند إضافة محاليل حاوية على ربيطات مثل الكلوريد أو السيانيد أو ثلاثي فينيل الفوسفين أو ثيوكبريتات أو ثيوسيانات أو الأمونيا.
{\displaystyle {\ce {AgCl (s) + Cl^- (aq) -> AgCl2^- (aq)}}}
{\displaystyle {\ce {AgCl (s) + 2 S2O3^2- (aq) ->(Ag(S2O3)2)^3- (aq) + Cl^- (aq)}}}
{\displaystyle {\ce {AgCl (s) + 2 NH3(aq) -> Ag(NH3)2+ (aq) + Cl^- (aq)}}}
لكلوريد الفضة حساسية للضوء؛ إذ يسود لونه ويتفكك عند التعرض للضوء.

## الاستخدمات
يعد قطب كلوريد الفضة من الأقطاب المعيارية في الكيمياء الكهربائية.